# Loei (tỉnh)
Loei (tiếng Thái: เลย, phát âm [lɤ̄ːj], phiên âm: Lơi) là một trong những tỉnh thưa dân nhất Thái Lan, thuộc vùng Isan. Tỉnh này giáp các tỉnh (từ phía đông theo chiều kim đồng hồ): Nong Khai, Udon Thani, Nong Bua Lam Phu, Khon Kaen, Phetchabun, Phitsanulok. Về phía bắc, tỉnh này giáp các tỉnh Xayabury và Vientiane của Lào.